# Grödinge landskommun
Grödinge landskommun var en tidigare kommun i Stockholms län.

## Administrativ historik
När 1862 års kommunalförordningar började gälla inrättades över hela landet cirka 2 400 landskommuner, de flesta bestående av en socken. Därutöver fanns 89 städer och 8 köpingar, som då blev egna kommuner.  Denna kommun bildades då i Grödinge socken i Svartlösa härad i Södermanland. 
Kommunreformen 1952 påverkade inte Grödinge kommun.
Den 1 januari 1958 överfördes från Grödinge landskommun och församling till Västerhaninge landskommun och församling ett område (Runsten) med 6 invånare och omfattande en areal av 0,86 km², varav allt land.
Grödinge kommun blev den 1 januari 1971 genom sammanläggning en del av Botkyrka kommun.
Kommunkoden var 0229, från 1968 0129.

### Kyrklig tillhörighet
I kyrkligt hänseende tillhörde kommunen Grödinge församling.

## Geografi
Grödinge landskommun omfattade den 1 januari 1952 en areal av 116,64 km², varav 112,20 km² land. Efter nymätningar och arealberäkningar färdiga den 1 januari 1955 omfattade landskommunen den 1 januari 1961 en areal av 115,74 km², varav 110,95 km² land.

### Tätorter i kommunen 1960
| Tätort        | Folkmängd |
| ------------- | --------- |
| Vårsta        | 532       |
| Tumba, del av | 400       |

Tätortsgraden i kommunen var den 1 november 1960 47,1 procent.

## Politik
I samband med sammangåendet med Botkyrka togs en lista fram inom Grödinge som omfattande 14 punkter, rubricerad Förutsättningar för sammanläggning 1971. Denna lista fanns med i beslutsunderlagen, och bifogades protokollen, när respektive kommunfullmäktige fattade beslut om den frivilliga kommunsammanläggningen i december 1969. Listan kompletterades med ett skriftligt gentlemen's agreement mellan de politiska partierna om att villkoren skall ligga till grund för den nya blockkommunens verksamhet i Grödinge, detta för att skydda sådant som ansågs vara särskilt viktigt för bygden. Drivande bakom arrangemanget anses Grödinges kände och stridbare kommunfullmäktigeordförande Bengt Hjelmqvist ha varit.
Det sista kommunfullmäktigesammanträdet i Grödinge hölls fredagen den 18 december 1970. Därmed upphörde Grödinges status som egen kommun, för att i stället ingå i Botkyrka kommun.

### Mandatfördelning i valen 1938-1966
| 9 | 1 | 4 | 2 | 4 |

| 20 |

| 8 | 1 | 5 | 1 | 5 |

| 19 |

| 8 | 1 | 3 | 3 | 5 |

| 19 |

| 8 | 4 | 5 | 3 |

| 18 |

| 8 | 3 | 5 | 4 |

| 17 | 3 |

| 7 | 4 | 4 | 5 |

| 16 | 4 |

| 8 | 3 | 5 | 4 |

| 16 | 4 |

| 7 | 3 | 6 | 4 |

| 17 | 3 |